# イザベラ・コルブラン

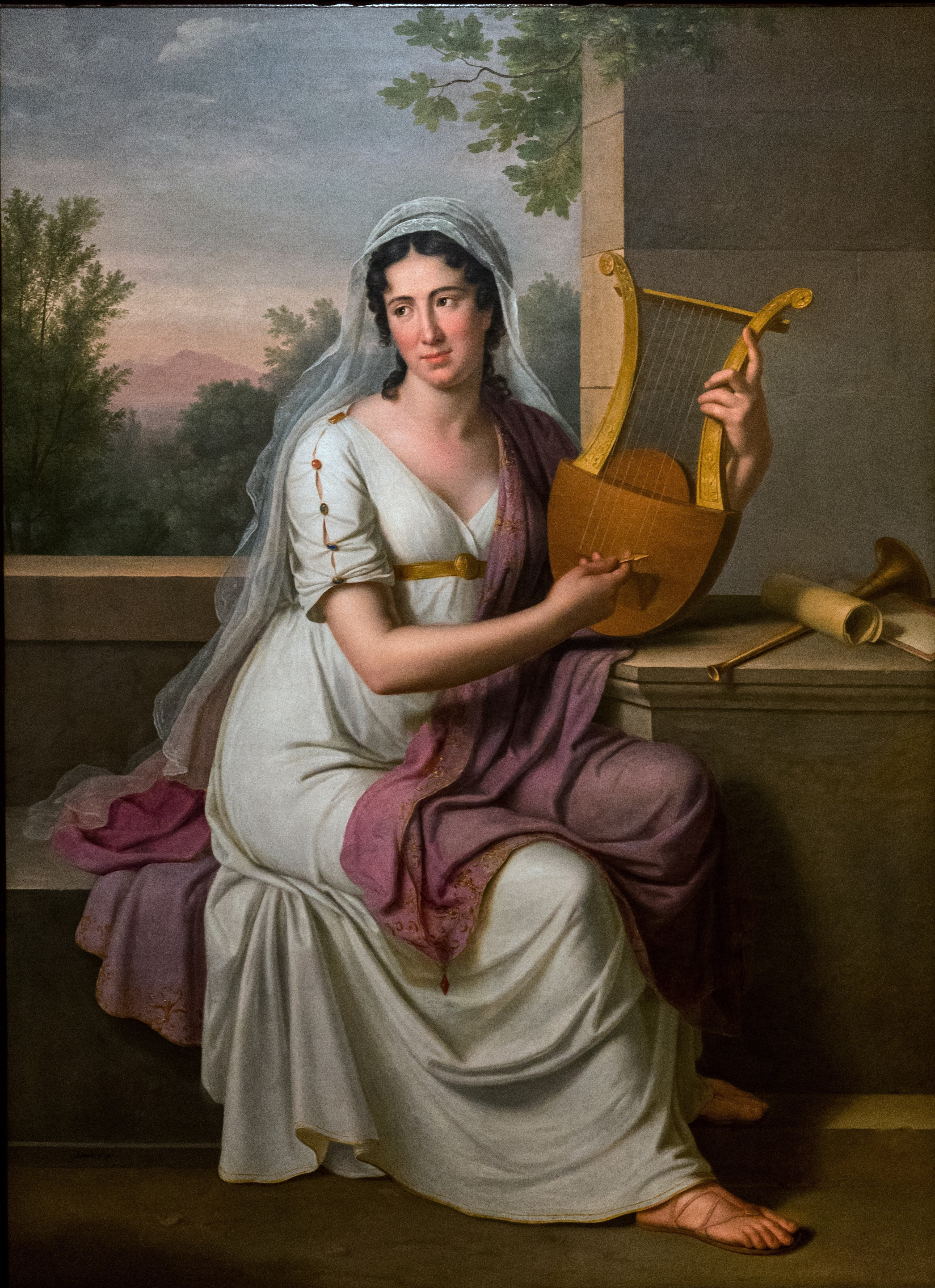
イザベラ・コルブラン（1817年）

イザベラ・コルブラン（イタリア語: Isabella Colbran、1784年2月2日受洗 - 1845年10月7日）はスペイン出身でイタリアで活躍したソプラノ歌手。スペイン語名はイサベル（Isabel）。
ナポリでプリマ・ドンナとしてジョアキーノ・ロッシーニのオペラの多くを歌い、1822年にロッシーニと結婚した。

## 生涯
コルブランはマドリードで生まれた。一般に1785年の生まれとされるが、マドリードに残る受洗記録では1784年になっている。姓を「Colbrand」と綴る文献もあるが、受洗記録では「Colbran」と書かれており、コルブラン本人もそう書いている。父のフアンはスペイン王室の教会ヴァイオリン奏者だった。幼いうちから父、チェロ奏者のフランシスコ・ハビエル・ペレハ、歌手のカルロス・マリネッリ、カストラートのジローラモ・クレシェンティーニらに音楽を学んだ。
父とともに1804年にフランスに旅し、同年パリで劇場デビューした。ついでシチリア、ボローニャを訪れ、1807年にアカデミア・フィラルモニカ・ディ・ボローニャの会員に選ばれた。1808年にミラノのスカラ座でジュゼッペ・ニコリーニのオペラ『コリオラーノ』のヴォルンニア役を歌って以来、イタリア各地の劇場に出演した。
ナポリの劇場のインプレサリオであったドメニコ・バルバイアは彼女の優れた声と美貌に注目した。コルブランは1811年にナポリでデビューし、それ以来1822年まで10年以上にわたってナポリの諸劇場のプリマ・ドンナであり続けた。
コルブランの名はバルバイアが1815年に雇ったジョアキーノ・ロッシーニと特に結びつけられている。ロッシーニがナポリの劇場のために書いた『イングランドの女王エリザベッタ』（1815年）から『ゼルミーラ』（1822年）まで9曲のオペラはコルブランが歌うことを念頭に置いて書かれた（『新聞』は除く）。同時期に書かれたロッシーニのカンタータなどもコルブランが歌った。
バルバイアはウィーンのケルントナートーア劇場の支配人になり、『ゼルミーラ』はウィーンにロッシーニをデビューさせるために書かせた作品だった。一方ロッシーニとコルブランは恋仲となり、『ゼルミーラ』初演後の1822年3月16日にふたりはボローニャ郊外のカステナーゾの柱の聖母の教会で結婚式をあげた。1820年に没した父がカステナーゾに建てた邸宅をコルブランは継承していた。
ウィーンでは『ゼルミーラ』のほかロッシーニの旧作も多数上演され、それらの作品でもコルブランが歌った。ウィーンでの公演が終わると、ふたりはヴェネツィアを訪れ、フェニーチェ劇場で初演された『セミラーミデ』で歌ったが。しかしこの頃からコルブランの声は衰えていたようである。
1824年にロンドンの国王劇場で歌ったが、コルブランが劇場に立ったのはロンドンが最後になった。同年夫妻はパリに定住したが、夫婦は不仲になった。賭博好きなコルブランが浪費と借金を重ねたことが原因とされる。また、ロッシーニがパリで名声を重ねた一方で、歌手としてのコルブランのキャリアが終わってしまったことも原因だった:73。
1829年に夫妻はボローニャに帰った。翌1830年にロッシーニはパリに戻ったがコルブランはカステナーゾの邸宅に留まり、ふたりは別居状態になった。1836年にふたりは離婚に同意した。コルブランは1845年にカステナーゾの邸宅で没した。
一方ロッシーニはパリの高級娼婦オランプ・ペリシエ (Olympe Pélissier) を愛するようになり、1836年にロッシーニはオランプを連れてボローニャに住んだ。コルブランの没後1846年にオランプと再婚した:73。

## 声質
コルブランはほぼオペラ・セリアのみを歌い、またイタリアを代表する一流の劇場でのみ歌った。コルブランの声は悲劇的な役割に向いており、ナポリ時代のロッシーニのオペラでは多く彼女が悲劇的な役割を演じている。彼女のために書かれた曲では高音はあまり多くなく、中音域から低音域が多く使用される。彼女は師のクレシェンティーニばりのトリルを聞かせることもあったが、より低い声域において優れていたという。
コルブランの声をカルパーニ (Giuseppe Carpani) は絶賛しているが、スタンダールはナポリ時代のコルブランについて音程が外れていたと批判している。ただしスタンダールによるロッシーニ伝はきわめて信頼性が低い。

## 作曲
コルブランは自ら作曲も行った。6曲ずつを収録した4つのイタリア語歌曲集（1805-1809年に出版）があり、それぞれマリア・ルイサ・デ・パルマ（カルロス4世の妃）、エリザヴェータ・アレクセーエヴナ（アレクサンドル1世の妃）、マリー・ジュリー（ジョゼフ・ボナパルトの妃）、および師のクレシェンティーニに献呈されている。